# Europese auto in 1980
Dit artikel geeft een overzicht van alle Europese personenwagens uit 1980. De auto's staan alfabetisch gerangschikt per merk.

## West-Europa
| Alfa Romeo |                  | concern:                                                                      | onafhankelijk |
| Alfa Romeo | divisie:         |                                                                               |               |
| Alfa Romeo | merk:            | Alfa Romeo Italië                                                             |               |
| Alfa Romeo | model:           | Alfetta GTV 6 2.5 / GTV 2.0 Serie 2                                           |               |
| Alfa Romeo | einde productie: | 1986                                                                          |               |
| Alfa Romeo | productieaantal: | 22.381 (GTV 6 2.5), 17.684 (GTV 2.0 Serie 2), 136.810 (totaal Alfetta GT/GTV) |               |

| Alfa Romeo |                  | concern:                                | onafhankelijk |
| Alfa Romeo | divisie:         |                                         |               |
| Alfa Romeo | merk:            | Alfa Romeo Italië                       |               |
| Alfa Romeo | model:           | Alfasud Serie 3                         |               |
| Alfa Romeo | einde productie: | 1984                                    |               |
| Alfa Romeo | productieaantal: | 1.017.387 (totaal Alfasud incl. Sprint) |               |

| Audi |                  | concern:                                                                           | Volkswagen AG West-Duitsland |
| Audi | divisie:         |                                                                                    |                              |
| Audi | merk:            | Audi West-Duitsland                                                                |                              |
| Audi | model:           | quattro (ook wel urquattro of oer-quattro genoemd als Audi's eerste quattro-model) |                              |
| Audi | einde productie: | 1991                                                                               |                              |
| Audi | productieaantal: | 11.452                                                                             |                              |

| Bentley |                  | concern:                    | Vickers Verenigd Koninkrijk |
| Bentley | divisie:         |                             |                             |
| Bentley | merk:            | Bentley Verenigd Koninkrijk |                             |
| Bentley | model:           | Mulsanne                    |                             |
| Bentley | einde productie: | 1989                        |                             |
| Bentley | productieaantal: | ?                           |                             |

| BMW |                  | concern:                                                                          | onafhankelijk |
| BMW | divisie:         |                                                                                   |               |
| BMW | merk:            | BMW West-Duitsland                                                                |               |
| BMW | model:           | M535i (E12; sportieve variant van de 1e generatie 5-serie en voorloper van de M5) |               |
| BMW | einde productie: | 1981                                                                              |               |
| BMW | productieaantal: | 1650                                                                              |               |

| Ferrari |                  | concern:       | FIAT Italië |
| Ferrari | divisie:         |                |             |
| Ferrari | merk:            | Ferrari Italië |             |
| Ferrari | model:           | Mondial 8      |             |
| Ferrari | einde productie: | 1985           |             |
| Ferrari | productieaantal: | 2268           |             |

| Ferrari |                  | concern:       | FIAT Italië |
| Ferrari | divisie:         |                |             |
| Ferrari | merk:            | Ferrari Italië |             |
| Ferrari | model:           | Pinin          |             |
| Ferrari | einde productie: | 1980           |             |
| Ferrari | productieaantal: | ?              |             |

| Ferrari |                  | concern:       | FIAT Italië |
| Ferrari | divisie:         |                |             |
| Ferrari | merk:            | Ferrari Italië |             |
| Ferrari | model:           | 208 s          |             |
| Ferrari | einde productie: | 1989           |             |
| Ferrari | productieaantal: | 4224           |             |

| FIAT |                  | concern:     | onafhankelijk |
| FIAT | divisie:         |              |               |
| FIAT | merk:            | FIAT Italië  |               |
| FIAT | model:           | 127 Panorama |               |
| FIAT | einde productie: | 1985         |               |
| FIAT | productieaantal: | ?            |               |

| FIAT |                  | concern:    | onafhankelijk |
| FIAT | divisie:         |             |               |
| FIAT | merk:            | FIAT Italië |               |
| FIAT | model:           | Panda       |               |
| FIAT | einde productie: | 2003        |               |
| FIAT | productieaantal: | ?           |               |

| Ford |                  | concern:                           | Ford Motor Company Verenigde Staten |
| Ford | divisie:         | Ford of Europe Verenigd Koninkrijk |                                     |
| Ford | merk:            | Ford Verenigde Staten              |                                     |
| Ford | model:           | Escort 3p / 5p                     |                                     |
| Ford | einde productie: | 1990                               |                                     |
| Ford | productieaantal: | ?                                  |                                     |

| Jaguar |                  | concern:                   | British Leyland Verenigd Koninkrijk |
| Jaguar | divisie:         |                            |                                     |
| Jaguar | merk:            | Jaguar Verenigd Koninkrijk |                                     |
| Jaguar | model:           | XJR 5                      |                                     |
| Jaguar | einde productie: | 1984                       |                                     |
| Jaguar | productieaantal: | ?                          |                                     |

| Lancia |                  | concern:      | FIAT Italië |
| Lancia | divisie:         |               |             |
| Lancia | merk:            | Lancia Italië |             |
| Lancia | model:           | Trevi         |             |
| Lancia | einde productie: | 1984          |             |
| Lancia | productieaantal: | 36.000        |             |

| Morris |                  | concern:                   | Rover Verenigd Koninkrijk |
| Morris | divisie:         |                            |                           |
| Morris | merk:            | Morris Verenigd Koninkrijk |                           |
| Morris | model:           | Ital                       |                           |
| Morris | einde productie: | 1983                       |                           |
| Morris | productieaantal: | ?                          |                           |

| Opel |                  | concern:                                  | General Motors Verenigde Staten |
| Opel | divisie:         |                                           |                                 |
| Opel | merk:            | Opel West-Duitsland                       |                                 |
| Opel | model:           | Kadett D hatchback / Caravan stationwagen |                                 |
| Opel | einde productie: | 1984                                      |                                 |
| Opel | productieaantal: | ?                                         |                                 |

| Peugeot |                  | concern:          | PSA Peugeot Citroën Frankrijk |
| Peugeot | divisie:         |                   |                               |
| Peugeot | merk:            | Peugeot Frankrijk |                               |
| Peugeot | model:           | 305 stationwagen  |                               |
| Peugeot | einde productie: | 1988              |                               |
| Peugeot | productieaantal: | ?                 |                               |

| Porsche |                  | concern:               | onafhankelijk |
| Porsche | divisie:         |                        |               |
| Porsche | merk:            | Porsche West-Duitsland |               |
| Porsche | model:           | 928 S                  |               |
| Porsche | einde productie: | 1980                   |               |
| Porsche | productieaantal: | ?                      |               |

| Renault |                  | concern:          | onafhankelijk |
| Renault | divisie:         |                   |               |
| Renault | merk:            | Renault Frankrijk |               |
| Renault | model:           | 5 Turbo           |               |
| Renault | einde productie: | 1986              |               |
| Renault | productieaantal: | ?                 |               |

| Renault |                  | concern:                                                                                     | onafhankelijk |
| Renault | divisie:         |                                                                                              |               |
| Renault | merk:            | Renault Frankrijk                                                                            |               |
| Renault | model:           | Master bestelwagen / minibus (1e generatie; er waren 3 wielbases verkrijgbaar: L1, L2 en L3) |               |
| Renault | einde productie: | 1997                                                                                         |               |
| Renault | productieaantal: | ?                                                                                            |               |

| Renault |                  | concern:                                    | onafhankelijk |
| Renault | divisie:         |                                             |               |
| Renault | merk:            | Renault Frankrijk                           |               |
| Renault | model:           | Trafic bestelwagen / minibus (1e generatie) |               |
| Renault | einde productie: | 2000 (Europa); 2003 (China)                 |               |
| Renault | productieaantal: | ca. 950.000                                 |               |

| Rolls-Royce |                  | concern:                                                    | Vickers Verenigd Koninkrijk |
| Rolls-Royce | divisie:         |                                                             |                             |
| Rolls-Royce | merk:            | Rolls-Royce Verenigd Koninkrijk                             |                             |
| Rolls-Royce | model:           | Silver Spirit Silver Spur (variant met verlengde wielbasis) |                             |
| Rolls-Royce | einde productie: | 1989                                                        |                             |
| Rolls-Royce | productieaantal: | ?                                                           |                             |

| Saab |                  | concern:    | Saab-Scania Zweden |
| Saab | divisie:         |             |                    |
| Saab | merk:            | Saab Zweden |                    |
| Saab | model:           | 900 sedan   |                    |
| Saab | einde productie: | 1993        |                    |
| Saab | productieaantal: | ?           |                    |

| Suncar |                  | concern:                                    | onafhankelijk |
| Suncar | divisie:         |                                             |               |
| Suncar | merk:            | Suncar Frankrijk                            |               |
| Suncar | model:           | Arpège (roadster gebaseerd op de Renault 5) |               |
| Suncar | einde productie: | 1986                                        |               |
| Suncar | productieaantal: | ca. 150                                     |               |

| Talbot |                  | concern:         | PSA Peugeot Citroën Frankrijk |
| Talbot | divisie:         |                  |                               |
| Talbot | merk:            | Talbot Frankrijk |                               |
| Talbot | model:           | Tagora           |                               |
| Talbot | einde productie: | 1983             |                               |
| Talbot | productieaantal: | ?                |                               |

| Talbot |                  | concern:         | PSA Peugeot Citroën Frankrijk |
| Talbot | divisie:         |                  |                               |
| Talbot | merk:            | Talbot Frankrijk |                               |
| Talbot | model:           | Solara           |                               |
| Talbot | einde productie: | 1986             |                               |
| Talbot | productieaantal: | ?                |                               |

| TVR |                  | concern:                | onafhankelijk |
| TVR | divisie:         |                         |               |
| TVR | merk:            | TVR Verenigd Koninkrijk |               |
| TVR | model:           | Tasmin / 350 I          |               |
| TVR | einde productie: | 1988                    |               |
| TVR | productieaantal: | ?                       |               |

| Vauxhall |                  | concern:                     | General Motors Verenigde Staten |
| Vauxhall | divisie:         |                              |                                 |
| Vauxhall | merk:            | Vauxhall Verenigd Koninkrijk |                                 |
| Vauxhall | model:           | Viceroy                      |                                 |
| Vauxhall | einde productie: | 1982                         |                                 |
| Vauxhall | productieaantal: | ?                            |                                 |

| Volkswagen |                  | concern:                  | onafhankelijk |
| Volkswagen | divisie:         |                           |               |
| Volkswagen | merk:            | Volkswagen West-Duitsland |               |
| Volkswagen | model:           | Passat -/variant          |               |
| Volkswagen | einde productie: | 1984/1987                 |               |
| Volkswagen | productieaantal: | ?                         |               |

## Oost-Europa
| Lada |                  | concern:         | AvtoVAZ Sovjet-Unie |
| Lada | divisie:         |                  |                     |
| Lada | merk:            | Lada Sovjet-Unie |                     |
| Lada | model:           | 2105 (1300)      |                     |
| Lada | einde productie: | 2010             |                     |
| Lada | productieaantal: | ?                |                     |